# Crisidia
Crisidia is een geslacht van mosdiertjes uit de familie van de Crisiidae en de orde Cyclostomatida.

## Soorten
- Crisidia cornuta (Linnaeus, 1758)
- Crisidia delicatissima Moyano, 2000
- Crisidia orientalis Kluge, 1962

Niet geaccepteerde soorten:
- Crisidia edwardsiana d'Orbigny, 1841 → Bicrisia edwardsiana (d'Orbigny, 1841)
- Crisidia fistulosa Heller, 1867 → Crisia fistulosa (Heller, 1867)